# Sabotino
Il Sabotino (Sabotin in sloveno, Mont San Valantin in friulano) (609 m s.l.m.) è un monte al confine tra Italia e Slovenia, a nord di Gorizia. Si trova non molto lontano dal Monte Santo di Gorizia, è il monte più alto della provincia di Gorizia e fa parte del Collio.
Dal monte si domina la valle dell'Isonzo, la piana di Gorizia e le alture del Collio. Sul lato sud del monte, tra quota 210-240 metri, passa la strada di Osimo, completata nel 1985. Alla base del monte in territorio sloveno si trova il ponte ferroviario di Salcano.

## Storia
Viene ricordato come uno dei monti che furono teatro delle battaglie dell'Isonzo durante la prima guerra mondiale.
Nel corso della prima battaglia dell'Isonzo i ripetuti attacchi portati al Sabotino dalla 4ª, 11ª, 12ª e 22ª Divisione, tra il 24 giugno e il 4 luglio 1915, si rivelarono infruttuosi. Fu richiesto numerose volte all'artiglieria di insistere su determinati punti aprendo così dei varchi nei reticolati, nei quali alcuni gruppi riuscirono a penetrare, ma il passaggio di un numero esiguo di uomini non permise di consolidare le posizioni.
Fu conquistato dagli italiani il 6 agosto 1916 durante la sesta battaglia dell'Isonzo, con un assalto di fanteria della  45ª Divisione, grazie anche alle lunghe operazioni di preparazione dei mesi precedenti condotte dal generale Giuseppe Venturi. In quella occasione si mise in luce come abile stratega militare il giovane tenente colonnello Pietro Badoglio, che per i suoi meriti sul campo verrà poi premiato con la promozione a maggior generale del Regio Esercito insieme al conferimento del titolo nobiliare di marchese del Sabotino.
Tra la due guerre mondiali la montagna era interamente compresa nella provincia di Gorizia; in questo periodo il monte più alto della provincia di Gorizia era il monte Tricorno, attualmente interamente in Slovenia.
Dopo i trattati di pace di Parigi del 1947 la montagna passò a segnare il confine tra l'Italia e la Jugoslavia, con alcune modifiche minori alla linea di confine a seguito del trattato di Osimo del 1975.
Il 4 novembre 2008 è stato riacceso il tricolore sul monumento nazionale italiano.

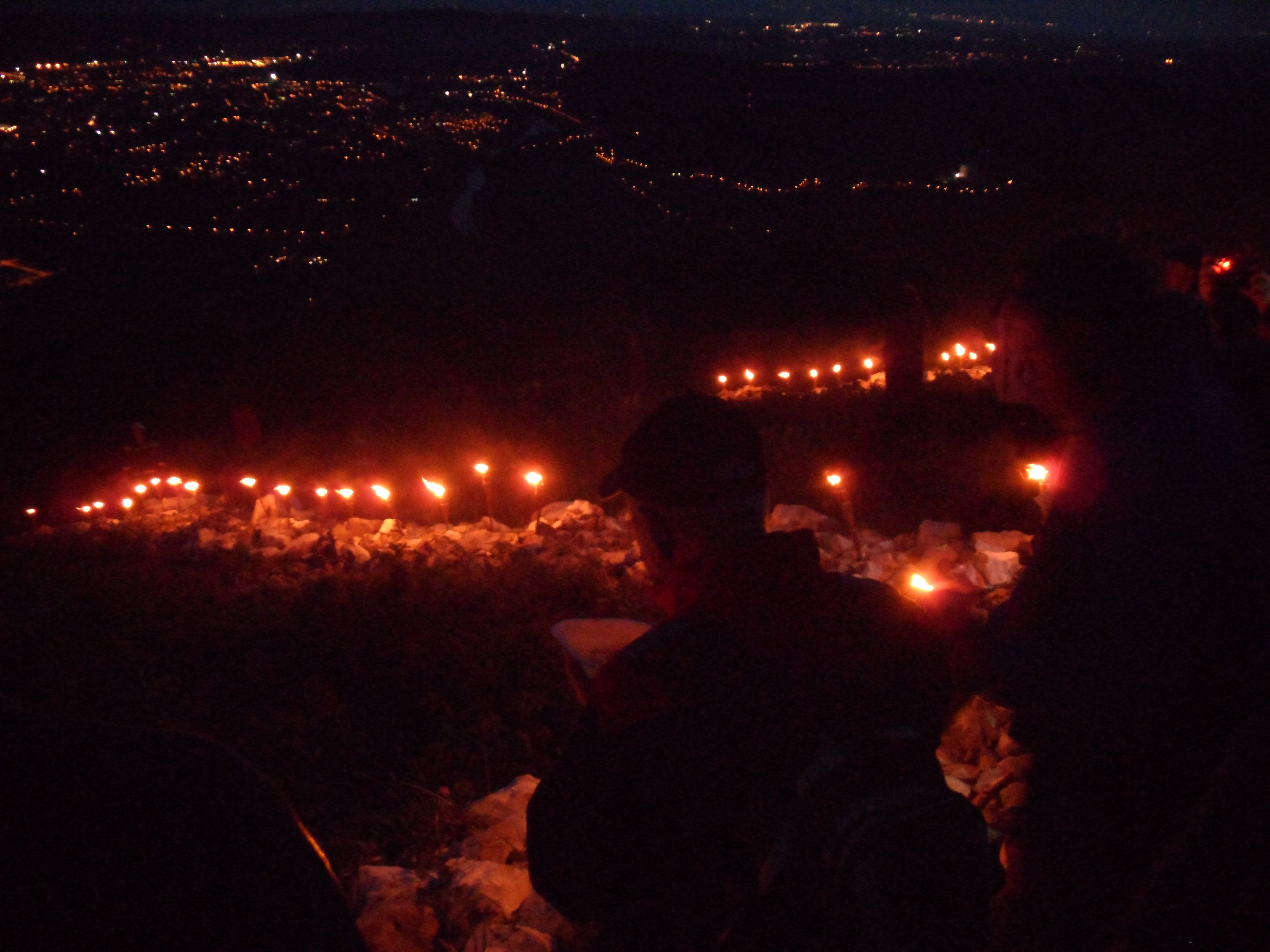
Manifestazione di attivisti sloveni, l'8 maggio 2014, per l'illuminazione con fiaccole della scritta "TITO" sul Sabotino; sullo sfondo le città di Nova Gorica e Gorizia.

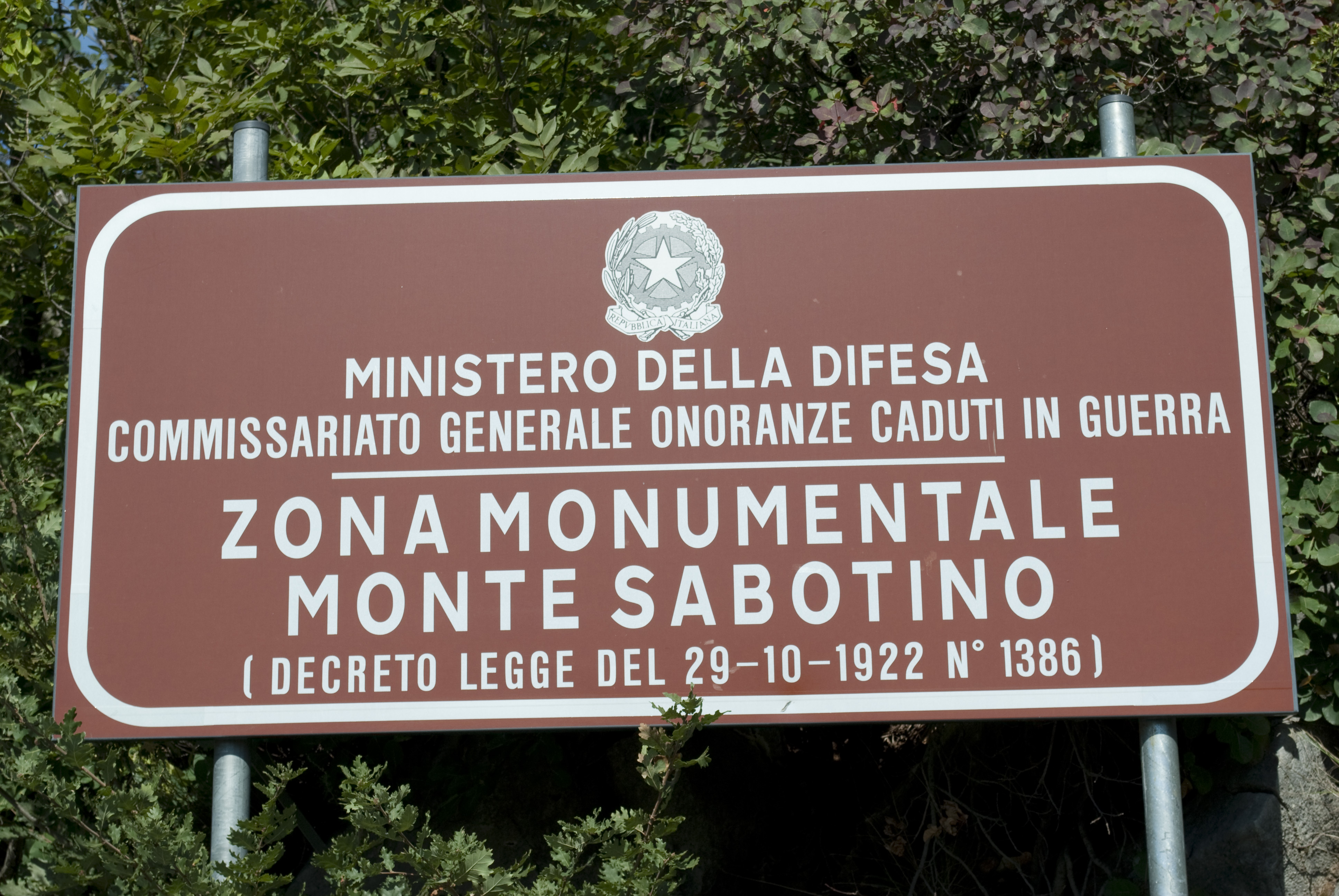
Cartello italiano indicante la zona monumentale del Sabotino

## Monumenti e luoghi di interesse

### Zona monumentale
Per gli eventi bellici qui avvenuti durante la Grande guerra, con il regio decreto n. 1386 del 1922 il monte fu dichiarato monumento nazionale italiano. Nel primo dopoguerra venne attrezzato in modo da costituire un museo all'aperto, rinnovato negli anni successivi alla seconda guerra mondiale divenendo l'attuale Parco della Pace transfrontaliero.

### Versante sloveno
Nel 1978, sulle pendici slovene del monte, a poche decine di metri dal confine italiano, fu realizzata una grande scritta in pietra "NAŠ TITO" ("Il nostro Tito") dedicata a Josip Broz Tito, con lettere alte 25 metri e lunga circa 100, facilmente visibile anche a chilometri di distanza e in particolare dalla parte italiana della vallata di Gorizia. La scritta, simile a diverse altre realizzate in quel periodo nel territorio dell'allora Repubblica federativa di Jugoslavia, anche vicino al confine, aveva un chiaro intento propagandistico, rivolto in particolare verso le popolazioni oltre confine.
Dopo il crollo dell'ex Jugoslavia e l'indipendenza della Slovenia la scritta ha subìto diverse vicissitudini, in cui periodi di abbandono hanno fatto seguito a periodi in cui la scritta è stata resa nuovamente visibile, a periodi in cui è stata parzialmente o anche totalmente modificata, talvolta ad opera di attivisti o anche ignoti. Per un certo periodo è stata modificata in "TITO SLO", quindi "W TITO" o ancora in "NAŠ FIDO" ("Il nostro Fido"); nel 2013, per un certo periodo è stata modificata in "Vstaja" (in sloveno "Sollevazione"), in concomitanza con l'estendersi in Slovenia di un movimento di protesta causato dalla crisi economica. Dal 2014, la scritta è semplicemente "TITO" a lettere maiuscole, facilmente visibile dal territorio italiano.

## Galleria d'immagini

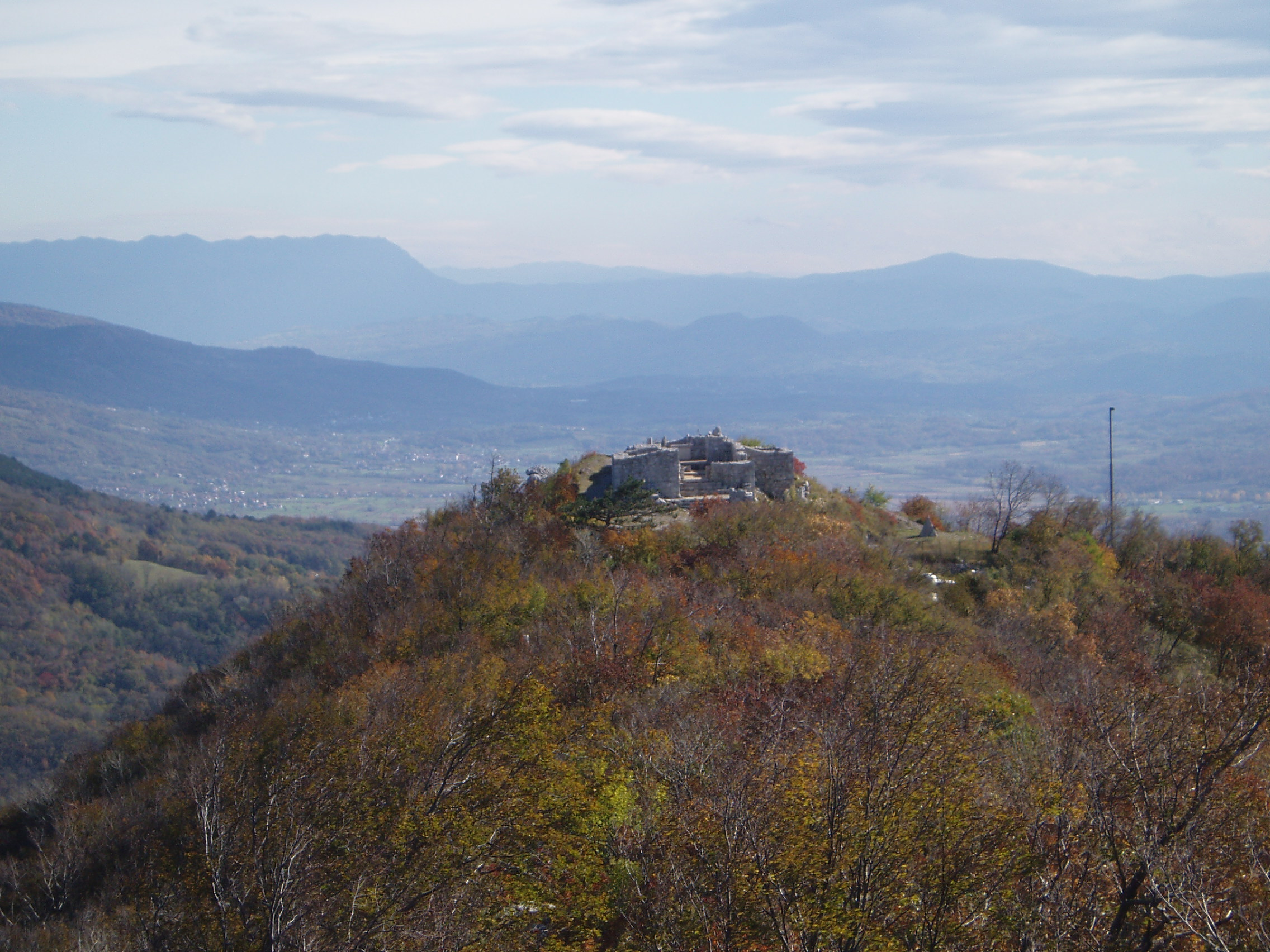
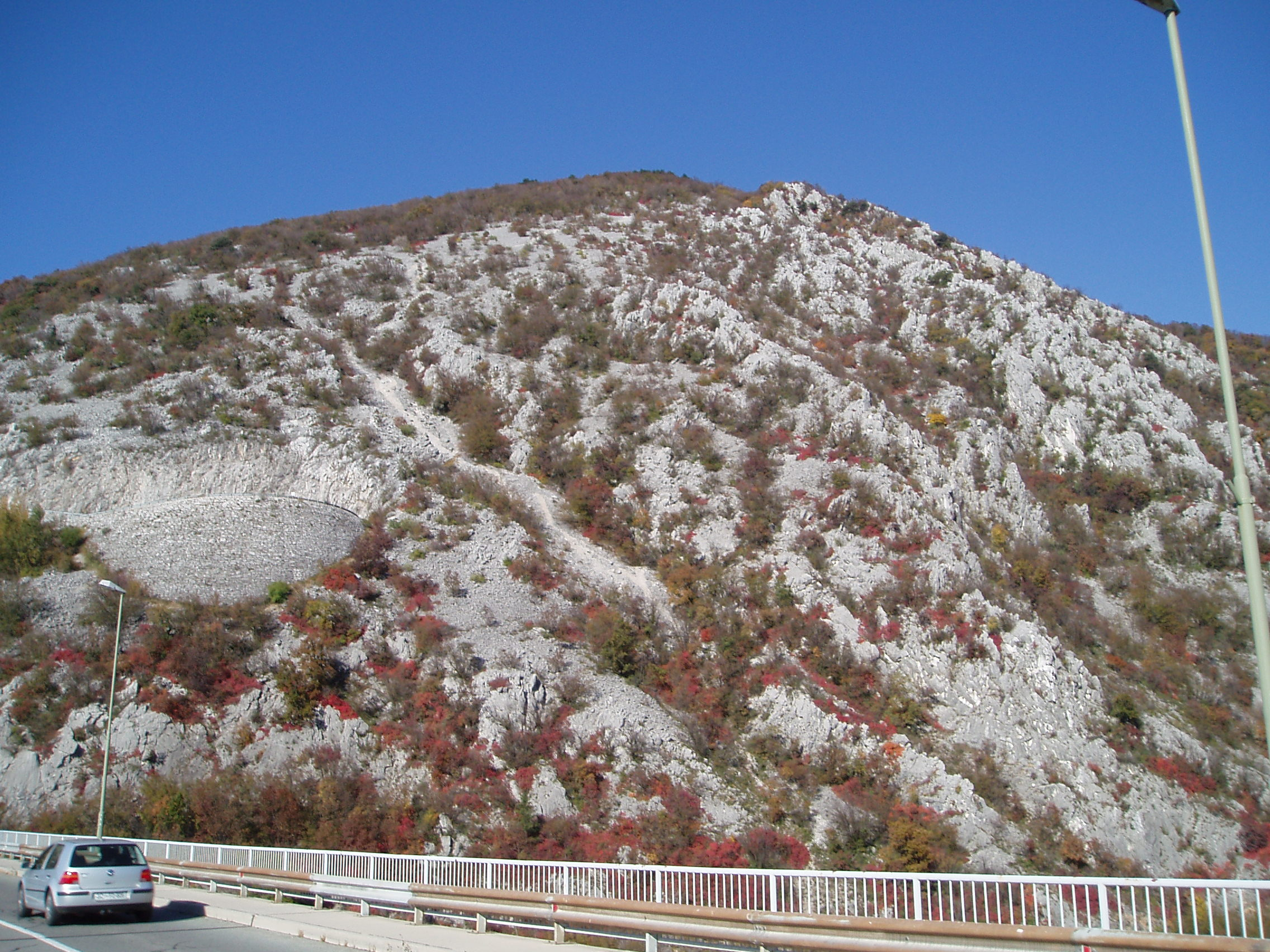
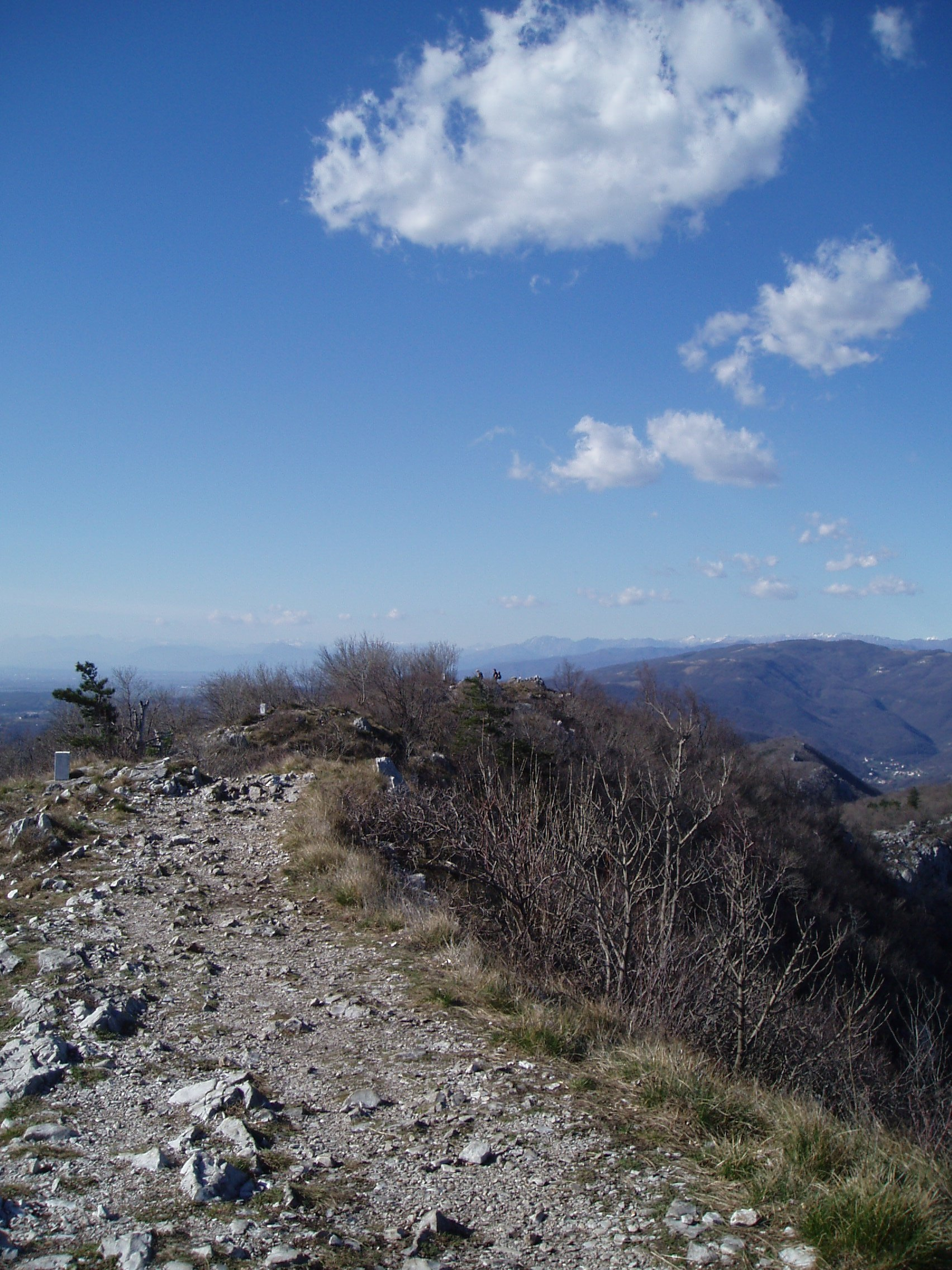
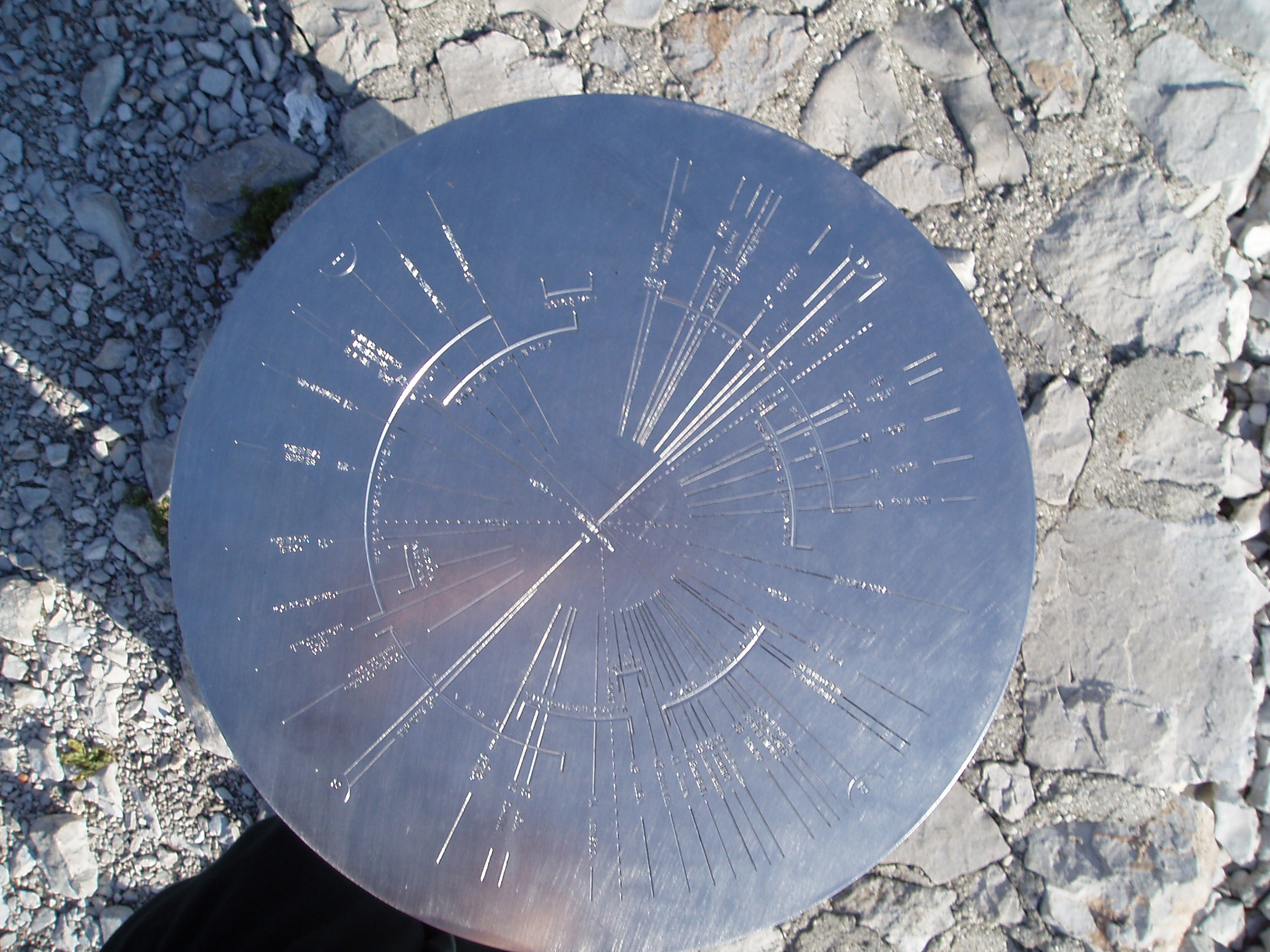
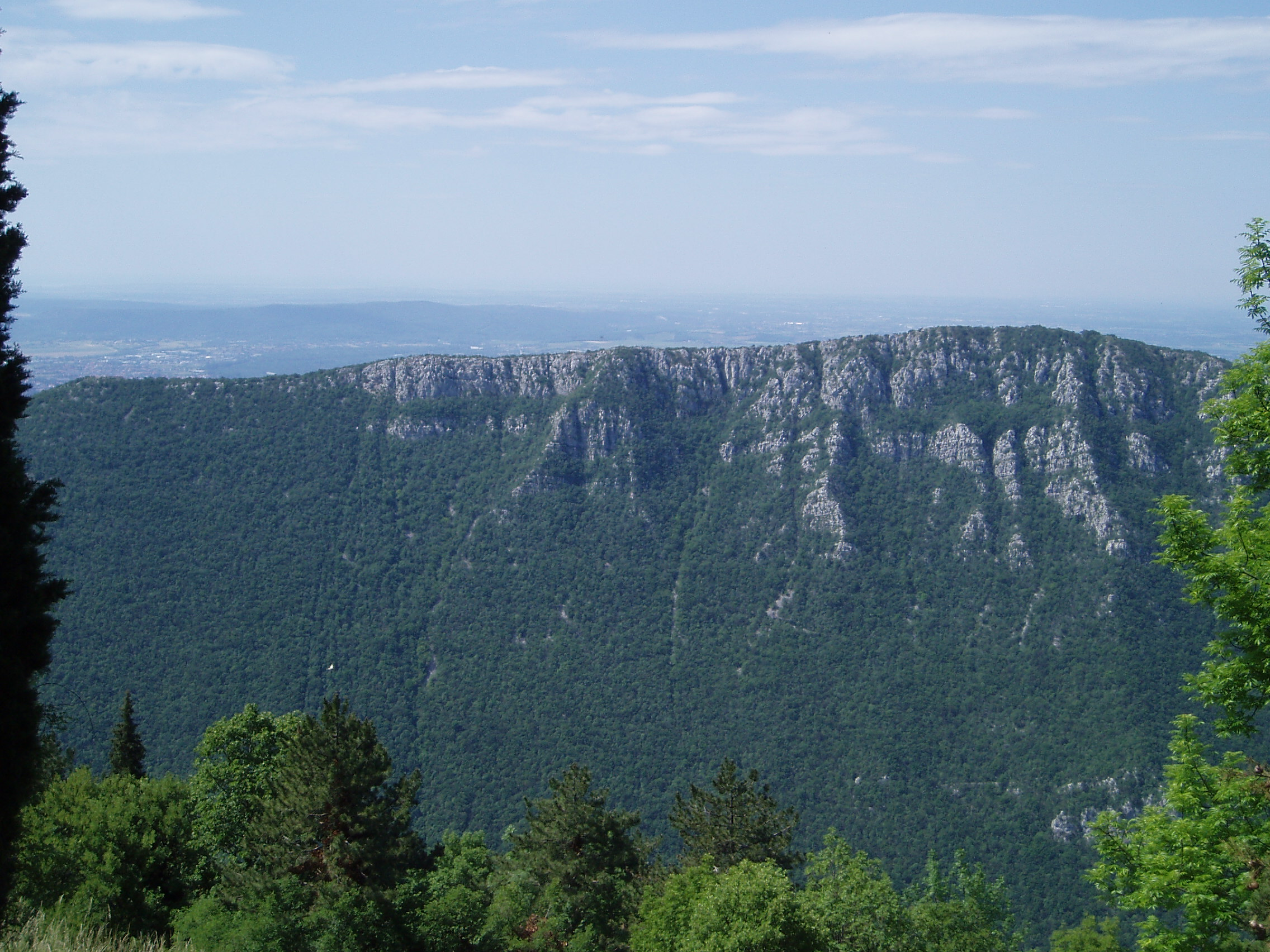
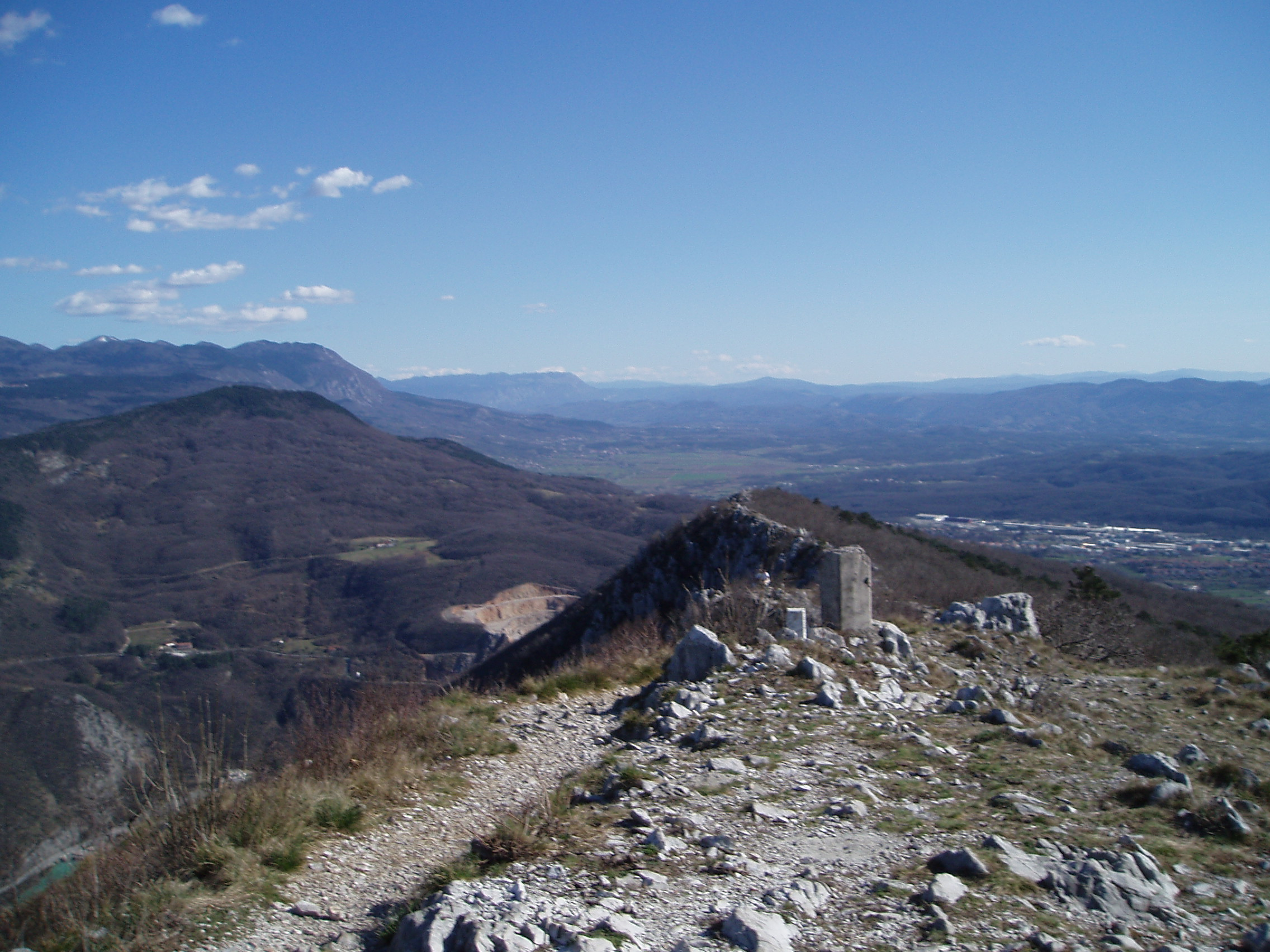
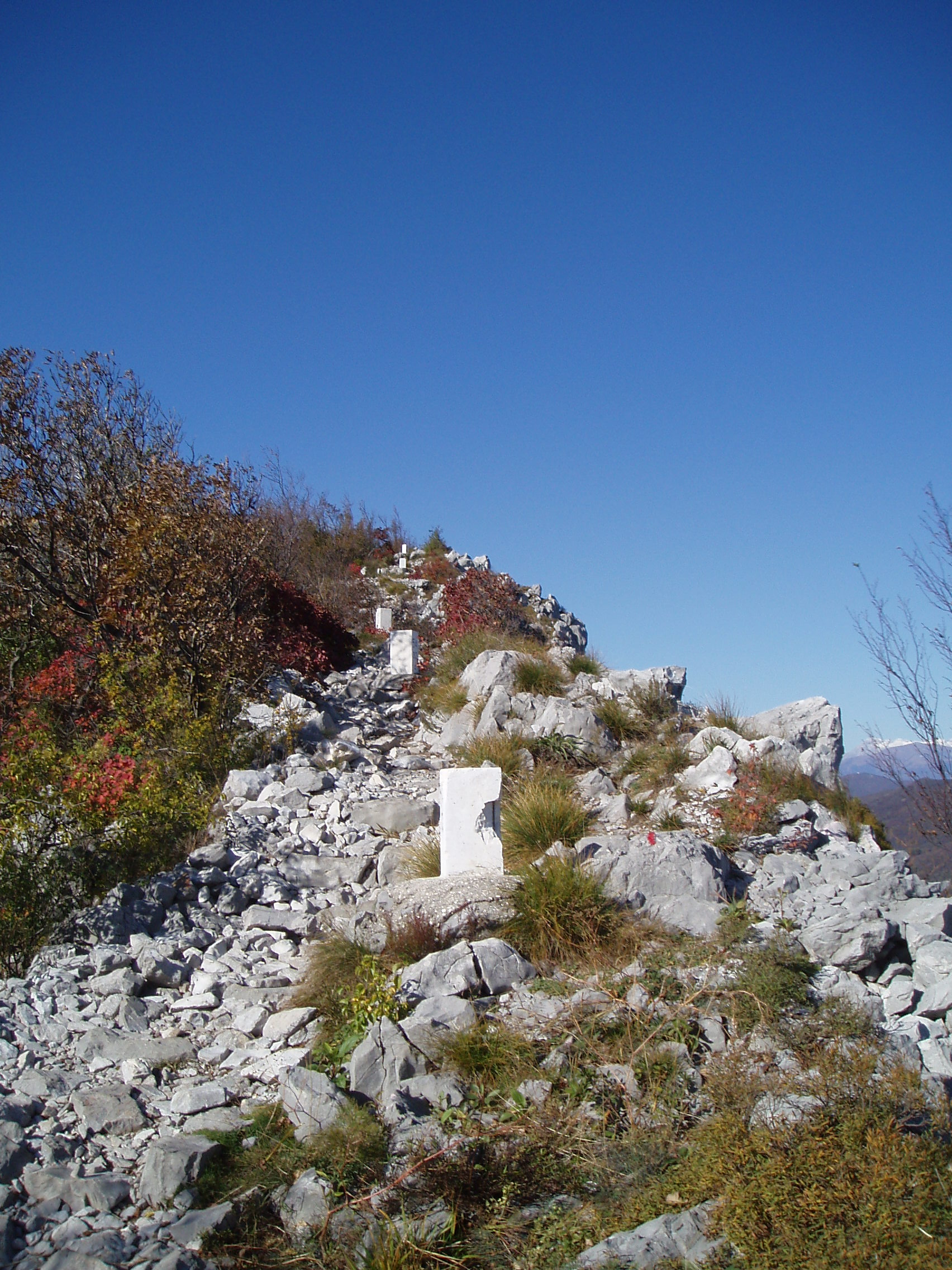
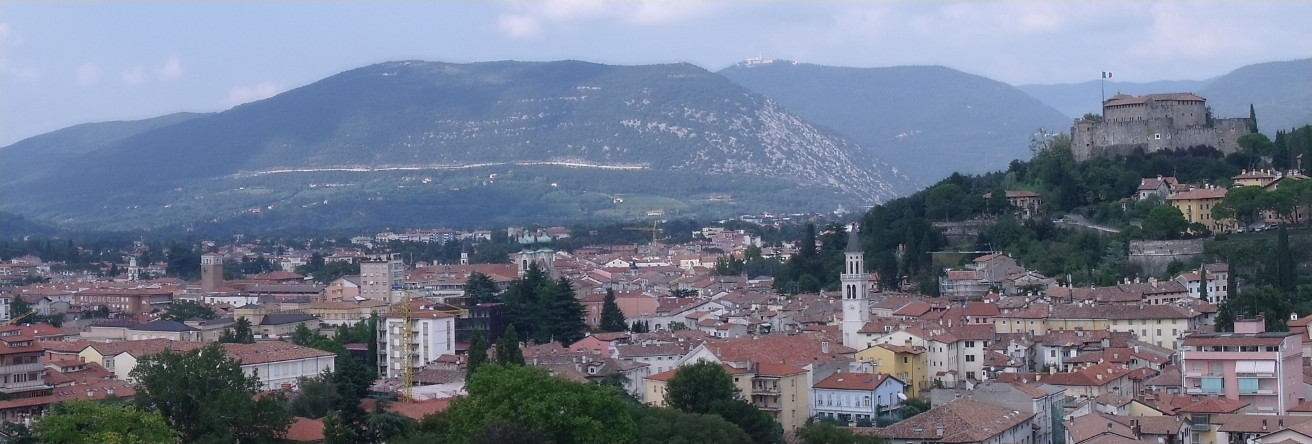
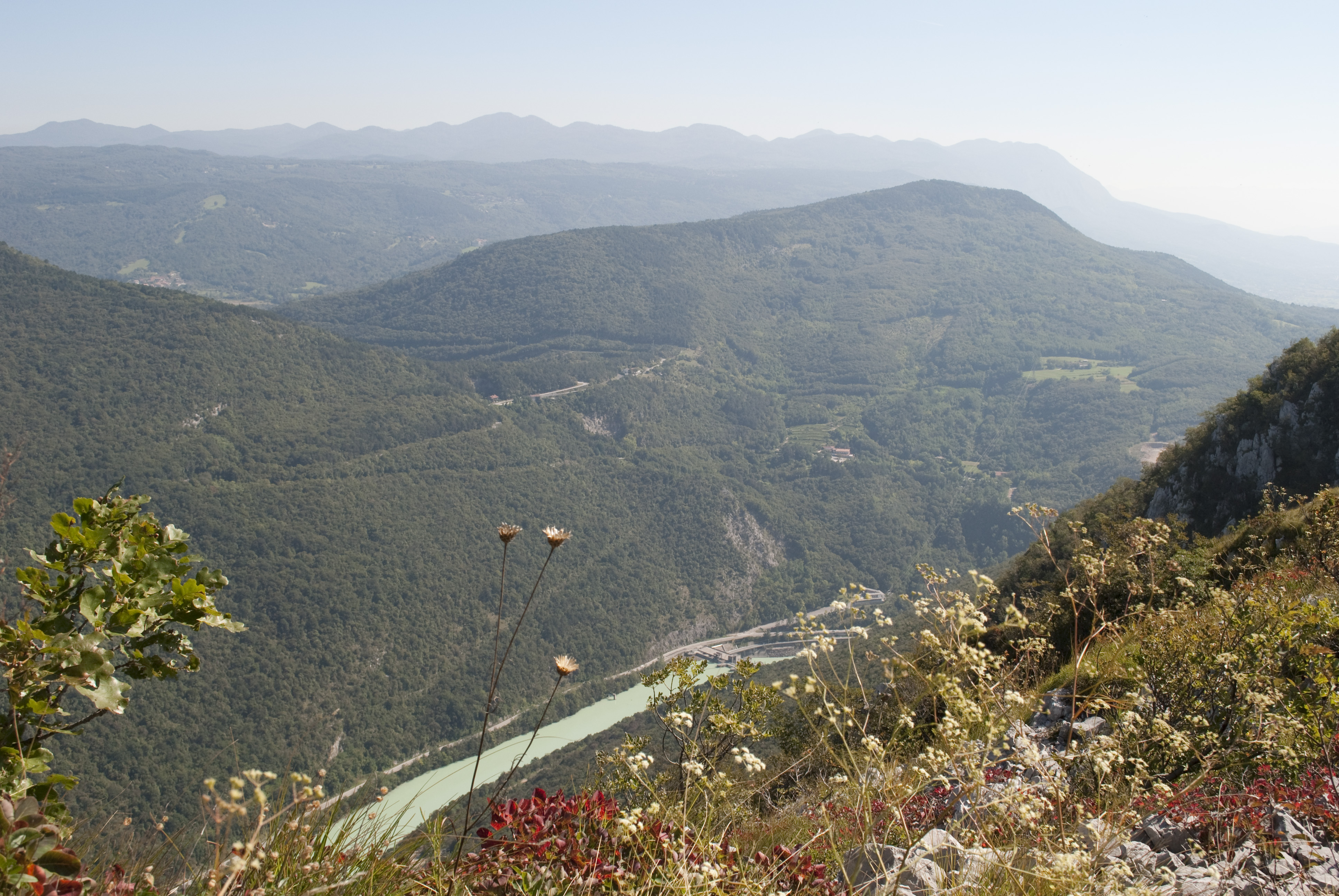
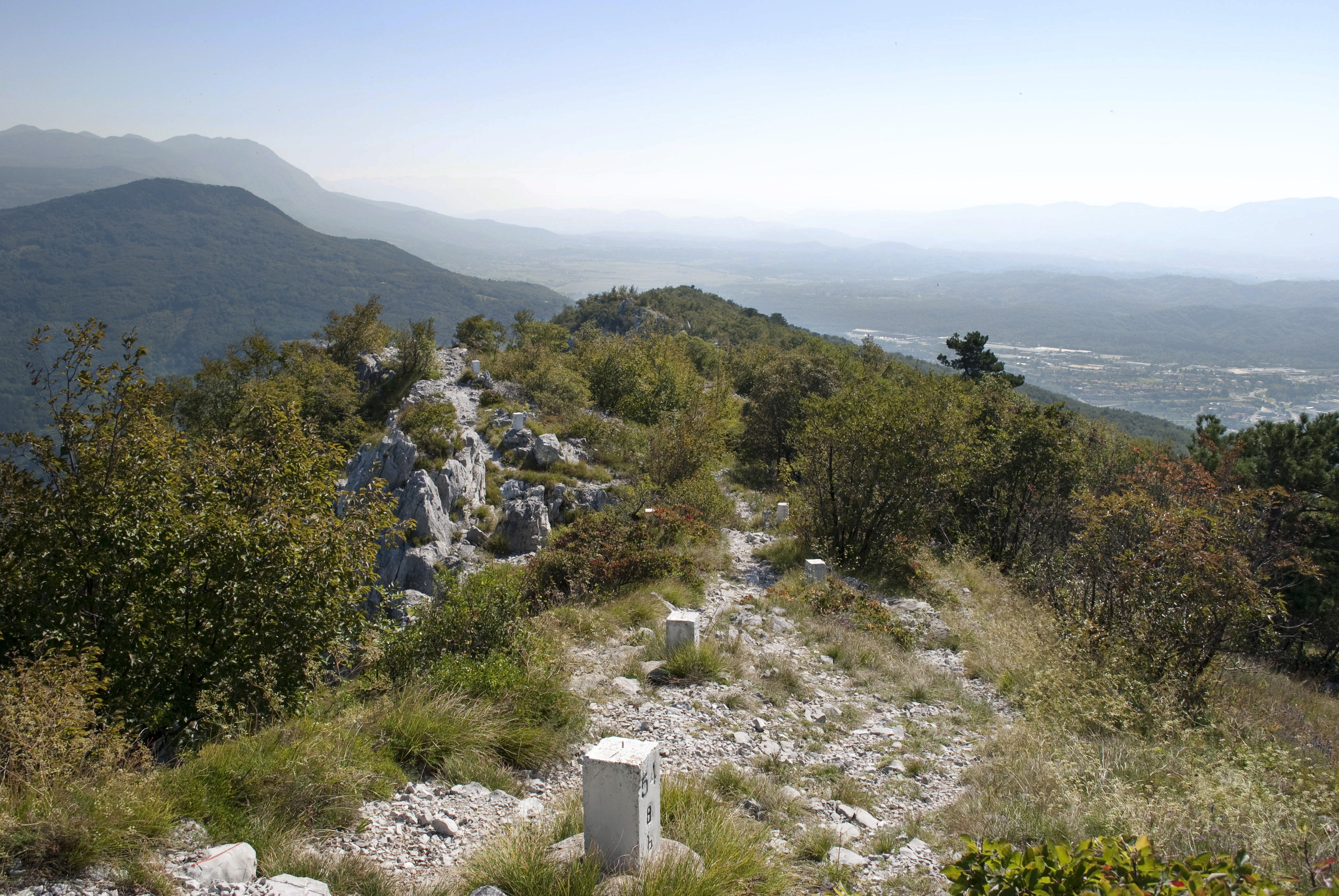

## Note

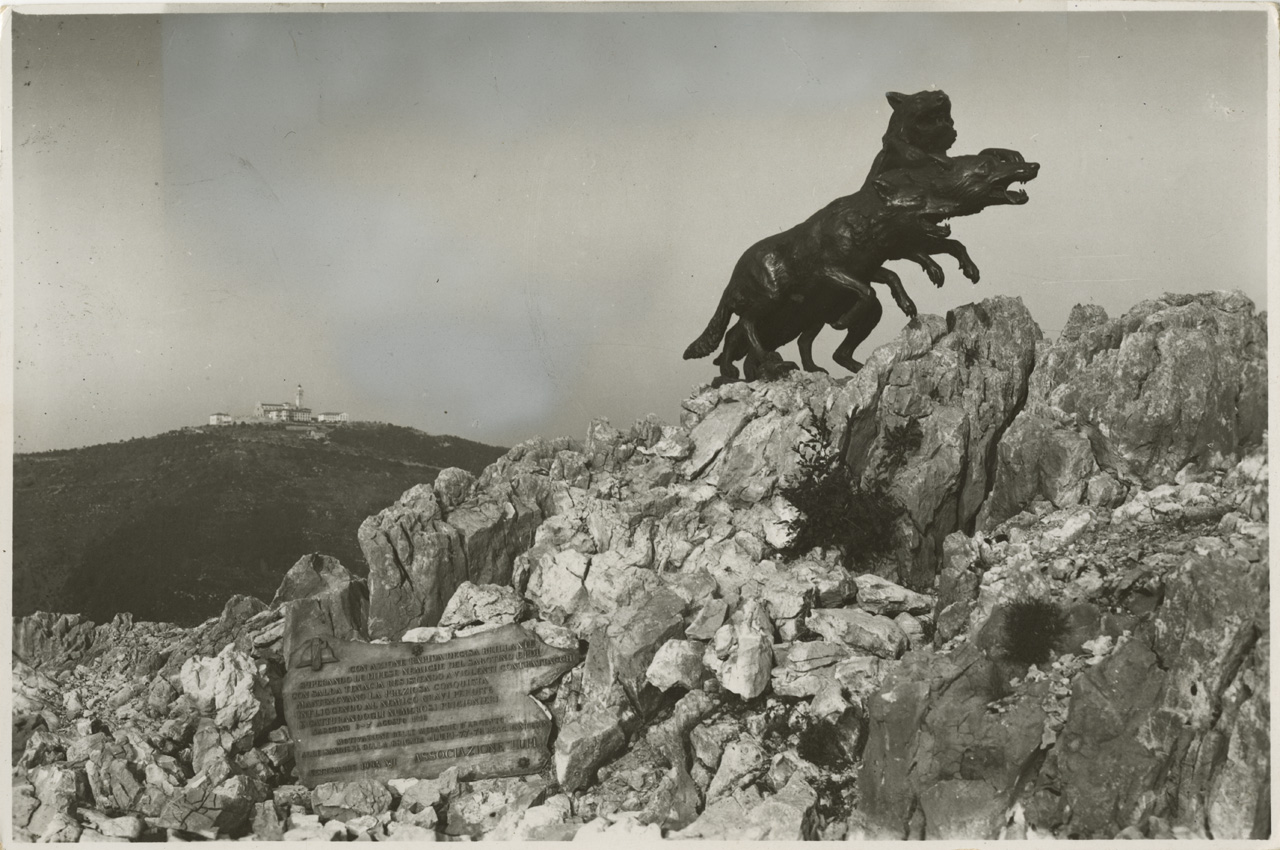
Monumento ai lupi di Toscana nei primi anni venti, originariamente posto in vetta al monte. Sullo sfondo il convento sulla vetta del monte Santo ricostruito subito dopo la guerra